# Репинська сільська рада
| Репи́нська сільська́ ра́да — колишній орган місцевого самоврядування у Міжгірському районі Закарпатської області з адміністративним центром у с. Репинне. Утворена в 1945 році. Сільській раді підпорядковані населені пункти: - с. Репинне - с. Діл - с. Сухий |

## Склад ради
Рада складається з 14 депутатів та голови.

## Керівний склад сільської ради
| ПІБ                         | Основні відомості                                                 | Дата обрання | Дата звільнення   |
| --------------------------- | ----------------------------------------------------------------- | ------------ | ----------------- |
| Шкелебей Василь Васильович  | Сільський голова, 1965 року народження, освіта, безпартійний      | 26.03.2006   | 31.10.2010        |
| Юртин Юрій Іванович         | Сільський голова, 1955 року народження, освіта вища, безпартійний | 31.10.2010   | 03.05.2015        |
| Тарахонич Василь Васильович | Сільський голова, 1956 року народження, освіта вища, безпартійний | 15.11.2015   | по теперішній час |

Примітка: таблиця складена за даними джерела

## Структура земельного фонду
- сільськогосподарські угіддя — 1,563 тисяч га
- рілля — 0,385 тисяч га
- землі несільськогосподарського призначення (забудовані землі) — 0,094 тисяч га

## Населення
Згідно з переписом УРСР 1989 року чисельність наявного населення сільської ради становила 3045 осіб, з яких 1482 чоловіки та 1563 жінки.
За переписом населення України 2001 року в сільській раді мешкало 1715 осіб.

### Мова
Розподіл населення за рідною мовою за даними перепису 2001 року:
| Мова       | Відсоток |
| ---------- | -------- |
| українська | 99,25 %  |
| російська  | 0,70 %   |
| молдовська | 0,06 %   |